# Дурдыев, Хабибулла Абдуллаевич
Мирза Кулматович Капаров (1955 — август 2009) — туркменский государственный деятель, хяким Балканского велаята (1999—2000), хяким Дашогузского велаята (2000—2002).

## Биография
С начала 1980-х гг. занимал различные должности в республиканских комсомольских организациях.
В 1990—1991 гг. — первый секретарь ЦК ЛКСМ Туркменистана.
С 1992 г. — председатель Государственного таможенного комитета Туркменистана, затем — председатель Ассоциации по хлебопродуктам «Туркменгаллаонумлери».
В 1999—2000 гг. — хаким Балканского велаята,
в 2000—2002 гг. — хяким Дашогузского велаята.
15 ноября 2002 года Х. Дурдыев был обвинен президентом Сапармуратом Ниязовым в срыве плана по сбору зерна, уволен и отправлен на принудительное поселение. Позднее был арестован и заключен в тюрьму без суда.
Был помилован указом президента Туркменистана Гурбангулы Бердымухамедовым № 312 от 6 декабря 2008 года.
По сообщению ряда СМИ, умер в июле-августе 2009 г.